# Children of Bodom

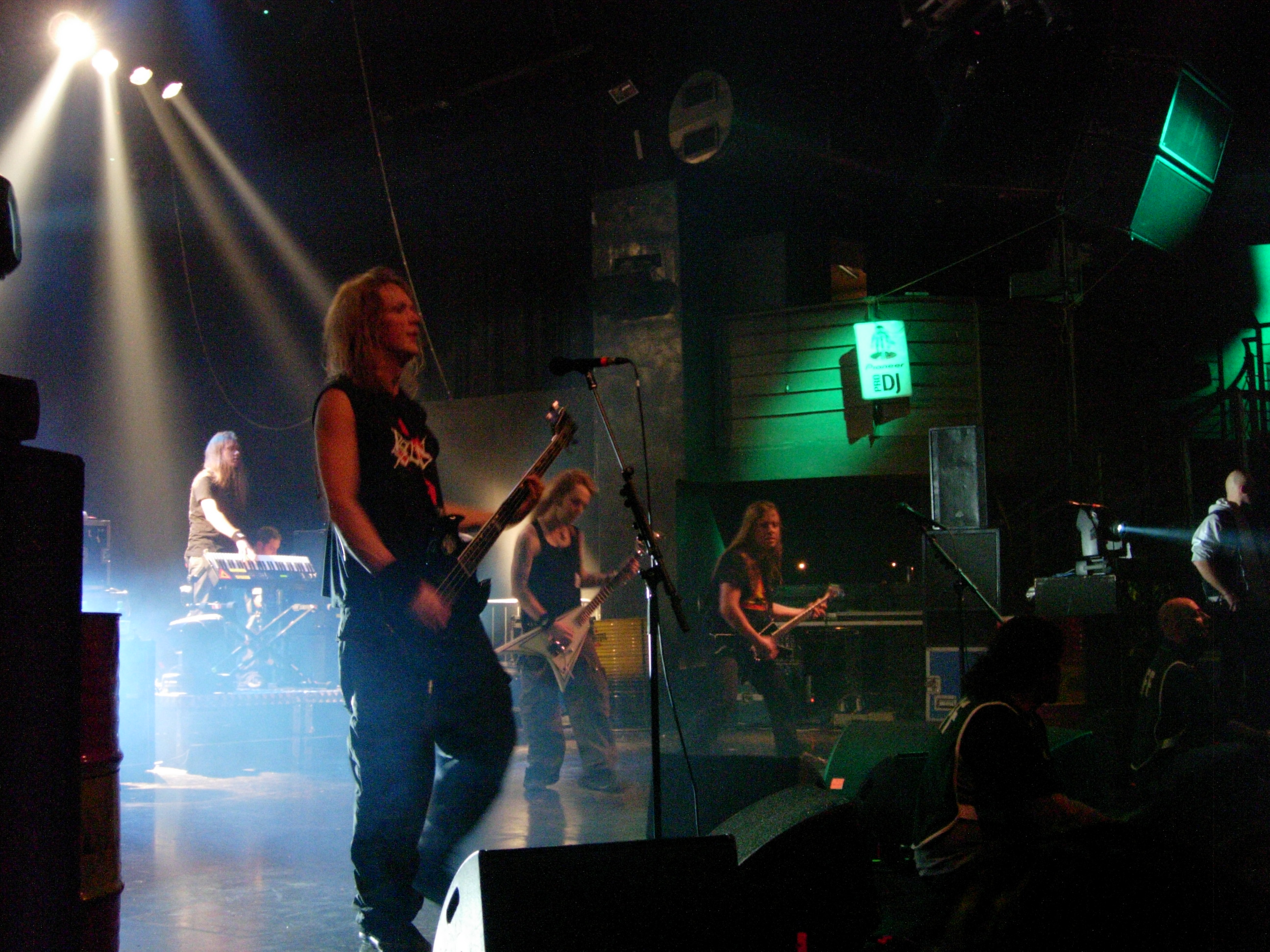
Children of Bodom in 2006

Children of Bodom was een metalband uit de Finse stad Espoo. De stijl van de band valt onder het genre melodieuze deathmetal, hoewel hun muziek ook wel beïnvloed is door powermetal, symfonische metal en black metal (vooral de oudere albums).

## Beschrijving
Children of Bodom was actief in de periode 1993–2019. De groep combineert ruwe zang ('grunts' en 'screams') met keyboard en snelle gitaarsolo's. De teksten van Children of Bodom zijn meestal Engelstalig.
De band bestond bij het uiteenvallen van de band uit:
- Alexi Laiho (vocalen, leadgitaar, 1993–2019)
- Jaska Raatikainen (drums, 1993–2019)
- Henkka T. Blacksmith (basgitaar, 1996–2019)
- Janne Wirman (keyboards, 1997–2019)
- Daniel Freyberg (gitaar, 2016–2019)

De volgende mensen hebben ook op enig moment deel uitgemaakt van de band:
- Alexander Kuoppala (gitaar, 1996–2003)
- Roope Latvala (gitaar 2003–2015)
- Jani Pirisjoki (keyboards, 1996–1997)
- Erna Siikavirta (keyboards, 1998)
- Kimberly Goss (keyboards, 1998)
- Samuli Miettinen (basgitaar, 1994–1995)

## Discografie

### Albums
| Album met eventuele hitnotering(en) in de Nederlandse Album Top 100 | Datum van verschijnen | Datum van binnenkomst | Hoogste positie | Aantal weken | Opmerkingen                                                 |
| ------------------------------------------------------------------- | --------------------- | --------------------- | --------------- | ------------ | ----------------------------------------------------------- |
| Something Wild                                                      | 1997                  | -                     |                 |              |                                                             |
| Hatebreeder                                                         | 1999                  | -                     |                 |              |                                                             |
| Follow The Reaper                                                   | 2000                  | -                     |                 |              |                                                             |
| Hate Crew Deathroll                                                 | 2003                  | -                     |                 |              |                                                             |
| Are You Dead Yet?                                                   | 2005                  | -                     |                 |              |                                                             |
| Blooddrunk                                                          | 2008                  | 19-04-2008            | 94              | 1            |                                                             |
| Skeletons In The Closet                                             | 2009                  | -                     |                 |              | Dit is een coveralbum, waarop alle covers zijn samengevoegd |
| Relentless, Reckless, Forever                                       | 2011                  | 8-03-2011             |                 |              |                                                             |
| Halo Of Blood                                                       | 2013                  | -                     |                 |              |                                                             |
| I Worship Chaos                                                     | 2015                  | -                     |                 |              |                                                             |
| Hexed                                                               | 2019                  | -                     |                 |              |                                                             |

| Album met hitnotering(en) in de Vlaamse Ultratop 200 albums | Datum van verschijnen | Datum van binnenkomst | Hoogste positie | Aantal weken | Opmerkingen |
| ----------------------------------------------------------- | --------------------- | --------------------- | --------------- | ------------ | ----------- |
| Holiday At Lake Bodom                                       | 2012                  | 07-07-2012            | 197             | 1*           |             |

### Singles
| Single met eventuele hitnotering(en) in de Nederlandse Top 40 | Datum van verschijnen | Datum van binnenkomst | Hoogste positie | Aantal weken | Opmerkingen |
| ------------------------------------------------------------- | --------------------- | --------------------- | --------------- | ------------ | ----------- |
| Children of Bodom                                             | 1997                  | -                     |                 |              |             |
| Downfall                                                      | 1998                  | -                     |                 |              |             |
| Hate Me!                                                      | 2000                  | -                     |                 |              |             |
| You're Better Off Dead!                                       | 2002                  | -                     |                 |              |             |
| In Your Face                                                  | 2005                  | -                     |                 |              |             |
| Blooddrunk                                                    | 2008                  | -                     |                 |              |             |

#### Niet-uitgebrachte demo's
Children of Bodom heeft ook nog een aantal nooit uitgebrachte demo's gemaakt. Dit zijn: Shining (1996), Ubiquitos Absence Of Remission (1995) en Inearthed Implosion Of Heaven (1994).

#### Covers
De band heeft over de jaren meerdere covers geproduceerd, die uiteindelijk in 2009 verzameld zijn op het album Skeletons In The Closet. 
Op dit album zijn covers terug te vinden van de Ramones, Scorpions, Slayer, Kenny Rogers, Iron Maiden, Alice Cooper, Billy Idol, Poison en Britney Spears.

## Trivia
- De mascotte van de band is Magere Hein, die door de leden Roy wordt genoemd. Hij staat op de cover van elk album.
- De leden van de band noemen hun fans, naaste vrienden en de band de Hate Crew.
- Na het Eurovisiesongfestival 2006 publiceerden sommige kranten een foto van Finse songfestivalwinnaars Lordi, zogenaamd zonder maskers. Dit bleek een oude foto van Children of Bodom te zijn.
- Alexi Laiho speelde buiten Children of Bodom ook gitaar in de bands Sinergy en Kylähullut. Janne Warman speelt ook nog in de band Warmen.
- De naam van de band is afgeleid van de moorden die in de nacht van 4 juni 1960 zijn gepleegd rondom het Bodommeer.